# Трніє
Трніє (словац. Tŕnie, угор. Zólyomternye) — село, громада в окрузі Зволен, центральна Словаччина. Кадастрова площа громади — 12,29 км². Населення — 423 особи (за оцінкою на 31 грудня 2017 р.).
Перша згадка 1393 року.

## Населення
| Рік:            | 1994. | 2004.   | 2014.    | 2024.   |
| --------------- | ----- | ------- | -------- | ------- |
| Кількість осіб: | 347   | 362     | 417      | 427     |
| Різниця:        |       | +4,32 % | +15,19 % | +2,39 % |

| Рік:            | 2023. | 2024.   |
| --------------- | ----- | ------- |
| Кількість осіб: | 429   | 427     |
| Різниця:        |       | -0,46 % |